# Liste von Treppen in Wuppertal

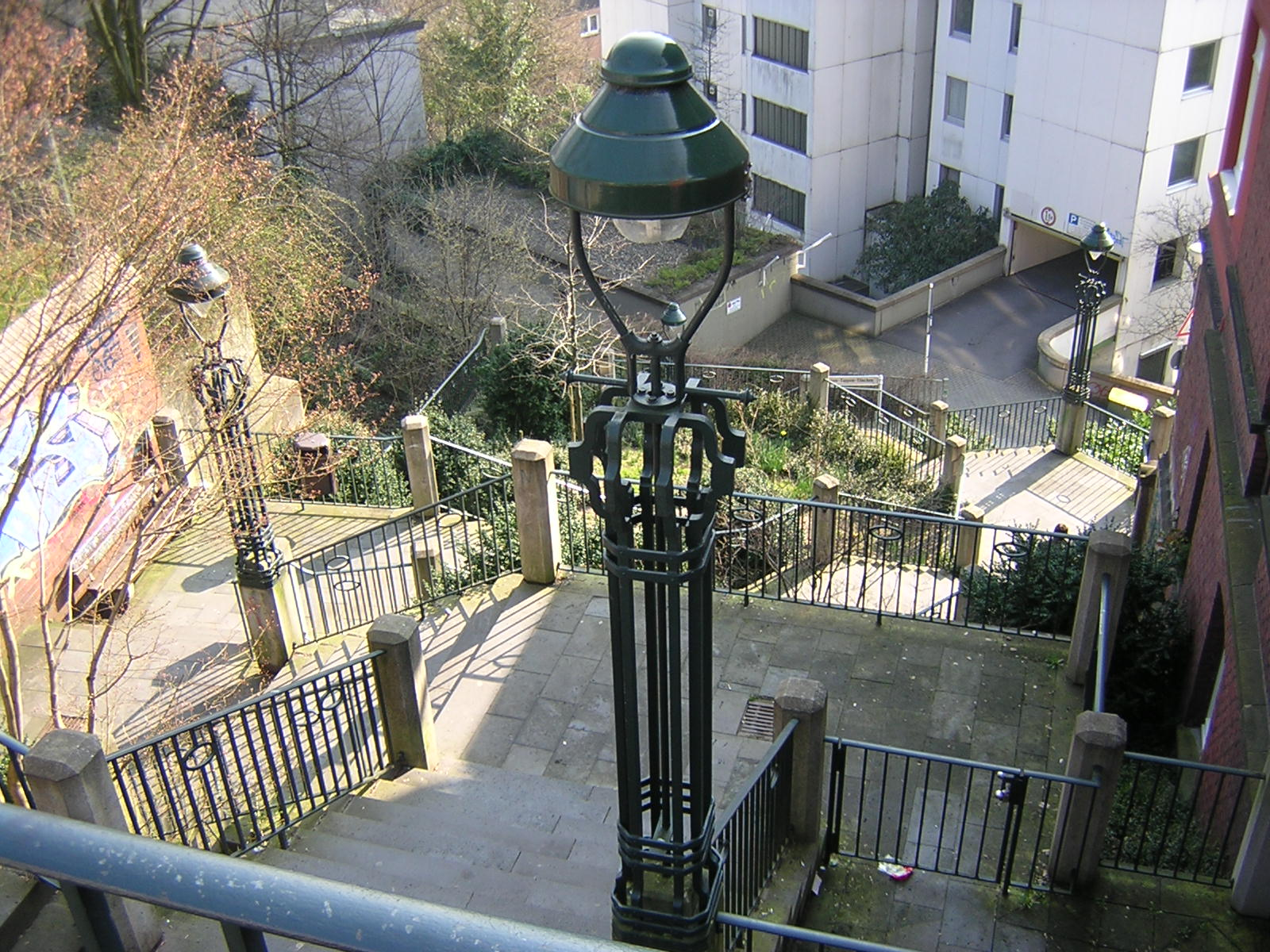
Tippen-Tappen-Tönchen

Die Liste der Treppen von Wuppertal listet Freitreppen, die im Stadtgebiet Wuppertals liegen. Die Liste erhebt keinen Anspruch auf Vollständigkeit. Sie enthält Freitreppen von verkehrstechnischer Bedeutung, die in mindestens einer der beiden unten beschriebenen Literatur-Quellen erwähnt wurden.
Die Wohngebiete des 19. Jahrhunderts wurden für Fußgänger eingerichtet, so dass das Stadtbild Wuppertals heute noch  von rund 500 öffentlichen Treppen mit über 12.000 Stufen geprägt ist. Damit konkurriert Wuppertal mit Stuttgart und seinen „Stäffele“ um den Titel der treppenreichsten Stadt Deutschlands. Besonders im Viertel Ostersbaum (Engelnberg) und auf dem Ölberg sind zahlreiche öffentliche Treppen zu finden. 23 Treppen stehen unter Baudenkmalschutz. Die längste Treppe der Stadt ist mit 241 Stufen die Vogelsauer Treppe; die längste ohne kreuzende Straßen ist die Anilintreppe mit 186 Stufen; die längste gerade durchgehende, mit 155 Stufen, ist die Jakobstreppe.
Das Tippen-Tappen-Tönchen in Elberfeld ist wohl eine der bekanntesten Treppen, die sogar besungen wurde. Als architektonisch besonders interessant gelten die Vogelsauer Treppe, die Hamburger und die Dicke-Ibach-Treppe.

## Liste
- Karte mit allen Koordinaten:
- OSM |
- WikiMap

| Name                                             | Stufen | Baujahr | Baudenkmal- nummer | Stadtbezirk           | Koordinaten                       | Straßen                                      |
| ------------------------------------------------ | ------ | ------- | ------------------ | --------------------- | --------------------------------- | -------------------------------------------- |
| Achenbachtreppe                                  |        | um 1905 |                    | Uellendahl-Katernberg | (51° 15′ 58″ N, 7° 7′ 25,8″ O)    | Menzelstraße → Kaulbachstraße                |
| Treppe Am Obergraben                             | 069    | 1880    |                    | Langerfeld-Beyenburg  | (51° 14′ 58,8″ N, 7° 18′ 1,7″ O)  | Beyenburger Freiheit → Am Obergraben         |
| Anilintreppe                                     | 186    | 1920    |                    | Elberfeld-West        | (51° 15′ 1,3″ N, 7° 7′ 3,2″ O)    | Nützenberger Straße → Anilinstraße           |
| Treppe zur Barbarossastraße                      | 141    | 1920    |                    | Elberfeld-West        | (51° 15′ 8,1″ N, 7° 7′ 32,8″ O)   | Barbarossastraße → Bismarckstraße            |
| Bembergtreppe                                    | 68     | 1998    |                    | Elberfeld             | (51° 15′ 18,5″ N, 7° 9′ 16″ O)    | Döppersberg → Kluse                          |
| Treppe an der Berg-Mark-Straße                   | 047    | 1910    |                    | Heckinghausen         | (51° 15′ 59,1″ N, 7° 12′ 0,9″ O)  | Berg-Mark-Straße → Fischertal                |
| Treppe an der Berglehne                          | 026    | 1900    |                    | Barmen                | (51° 16′ 54,8″ N, 7° 10′ 40,5″ O) | Berglehne → Hangweg                          |
| Böcklintreppe                                    |        | 1906    |                    | Uellendahl-Katernberg | (51° 16′ 3,3″ N, 7° 7′ 26,5″ O)   | Böcklinstraße → Lenbachstraße                |
| Treppe am Böhler Weg                             | 089    |         |                    | Barmen                | (51° 14′ 37,9″ N, 7° 10′ 50,8″ O) | Obere Böhle → Böhler Weg                     |
| Treppe an der Bogenstraße                        | 050    | 1930    |                    | Barmen                | (51° 16′ 9,1″ N, 7° 11′ 20,2″ O)  | Bogenstraße → Hohenstein                     |
| Treppe an der Cronenberger Straße                | 069    |         |                    | Elberfeld             | (51° 14′ 32,3″ N, 7° 8′ 36,7″ O)  | Hatzenbecker Straße → Cronenberger Straße    |
| Danziger Treppe                                  | 051    | 1929    |                    | Uellendahl-Katernberg | (51° 16′ 8,6″ N, 7° 8′ 39,2″ O)   | Danziger Straße → Hansastraße                |
| Treppe an der Dessauerstraße                     |        | um 1912 |                    | Elberfeld             | (51° 15′ 18″ N, 7° 9′ 15,5″ O)    | Dessauerstraße → Döppersberg                 |
| Dicke-Ibach-Treppe                               |        | 1897    | 2985               | Heckinghausen         | (51° 15′ 54,1″ N, 7° 12′ 27,8″ O) | Joseph-Haydn-Straße → Barmer Anlagen         |
| Diemeltreppe                                     | 030    | um 1929 |                    | Elberfeld             | (51° 15′ 33,4″ N, 7° 9′ 43,9″ O)  | Hardtstraße → Gartenstraße                   |
| Treppe zwischen Eichen- und Buchenstraße         | 093    | 1910    |                    | Barmen                | (51° 16′ 7″ N, 7° 10′ 50,7″ O)    | Eichenstraße → Buchenstraße                  |
| Treppe an der Elbersstraße                       | 078    |         |                    | Oberbarmen            | (51° 16′ 42,7″ N, 7° 13′ 4,9″ O)  | Elbersstraße → Wichlinghauser Straße         |
| Elisentreppe                                     | 041    | 1905    |                    | Elberfeld             | (51° 15′ 27,4″ N, 7° 9′ 36,6″ O)  | Elisenstraße → Hofkamp                       |
| Treppe an der Else-Lasker-Schüler-Straße         | 010    |         | 4042               | Elberfeld             | (51° 15′ 38,9″ N, 7° 9′ 5″ O)     | Else-Lasker-Schüler-Straße →                 |
| Treppe an der Emilstraße                         | 067    | 1910    |                    | Heckinghausen         | (51° 16′ 1,4″ N, 7° 12′ 34,2″ O)  | Emilstraße → Heidter Berg                    |
| Engelnbergtreppe                                 | 072    | 1910    | 2220               | Elberfeld             | (51° 15′ 54,8″ N, 7° 9′ 10,5″ O)  | Hagenauer Straße → Am Engelnberg             |
| Treppe Erichstraße                               | 101    | 1900    |                    | Barmen                | (51° 15′ 51,1″ N, 7° 11′ 6,9″ O)  | Erichstraße → Siegesstraße                   |
| Erich-vom-Baur-Treppe                            | 133    | 1970    |                    | Uellendahl-Katernberg | (51° 15′ 58,9″ N, 7° 7′ 50,4″ O)  | Hainstraße → Nevigeser Straße                |
| Eschenbeeker Treppe                              | 112    | um 1929 |                    | Uellendahl-Katernberg | (51° 16′ 16,3″ N, 7° 8′ 22,7″ O)  | Eschenbeeker Straße → Bremer Straße          |
| Treppe zur Fichtenstraße                         | 061    | 1930    |                    | Barmen                | (51° 16′ 31,9″ N, 7° 11′ 24,6″ O) | Fichtenstraße → Carnaper Straße              |
| Flensburger Treppe                               | 060    | 1902    |                    | Elberfeld             | (51° 15′ 53,7″ N, 7° 8′ 52,8″ O)  | Flensburger Straße → Holsteiner Straße       |
| Treppe an der Freiligrathstraße                  | 023    | 1920    |                    | Heckinghausen         | (51° 16′ 0,3″ N, 7° 13′ 12,3″ O)  | Freiligrathstraße → Roseggerstraße           |
| Kurt-Lange-Treppe                                |        | 1980    |                    | Elberfeld             | (51° 15′ 48,4″ N, 7° 9′ 23,9″ O)  | Friedrich-Storck-Weg → Neuenteich            |
| Friedrichsberger Treppe                          | 158    | 1910    |                    | Elberfeld             | (51° 14′ 37,2″ N, 7° 8′ 32,8″ O)  | Friedrichsberg → Ravensberger Straße         |
| Georg-Abeler-Treppe                              | 073    | 1920    |                    | Elberfeld             | (51° 15′ 29,6″ N, 7° 9′ 27,9″ O)  | Gartenstraße → Hofkamp                       |
| Treppe an der Straße Giesenberg                  |        | 1920    |                    | Oberbarmen            | (51° 16′ 42,8″ N, 7° 13′ 4,7″ O)  | Elbersstraße → Giesenberg                    |
| Graf-Adolf-Treppe                                |        | um 1910 |                    | Elberfeld             | (51° 14′ 10,6″ N, 7° 9′ 4,3″ O)   | Worringer Straße → Graf-Adolf-Straße         |
| Treppe an der Grönhoffstraße                     | 048    | 1910    |                    | Barmen                | (51° 15′ 55,1″ N, 7° 10′ 34,2″ O) | Gronaustraße → Grönhoffstraße                |
| Treppe zum Grünewalder Berg                      | 057    | 1970    |                    | Elberfeld             | (51° 15′ 25,7″ N, 7° 8′ 9,8″ O)   | Schusterstraße → Grünewalder Berg            |
| Grünewalder Treppe                               | 134    | 1895    |                    | Elberfeld             | (51° 15′ 22,1″ N, 7° 8′ 7,7″ O)   | Grünewalder Berg → Ottenbrucher Straße       |
| Guericketreppe                                   |        | um 1926 |                    | Elberfeld             | (51° 14′ 37,4″ N, 7° 8′ 38,5″ O)  | Röntgenweg → Cronenberger Straße             |
| Treppe an der Hagener Straße                     | 104    | 1920    |                    | Oberbarmen            | (51° 16′ 49,2″ N, 7° 13′ 37,4″ O) | Hagener Straße → Hügelstraße                 |
| Hamburger Treppe                                 | 072    | 1910    | 4079               | Elberfeld             | (51° 16′ 14,1″ N, 7° 8′ 50,1″ O)  | Eschenbeeker Straße → Hamburger Straße       |
| Hammersteiner Treppe                             | 074    | 1900    |                    | Vohwinkel             | (51° 14′ 11,2″ N, 7° 5′ 17,4″ O)  | Schillerstraße → Kaiserstraße                |
| Hansatreppe                                      | 044    | 1920    |                    | Elberfeld             | (51° 16′ 10,1″ N, 7° 8′ 49,7″ O)  | Hamburger Straße → Uellendahler Straße       |
| Treppenaufgang zur Missionsstraße                |        |         |                    | Barmen                | (51° 15′ 55,4″ N, 7° 10′ 21,4″ O) | Hardt → Missionsstraße                       |
| Treppe an der Haubahn                            | 054    | 1960    |                    | Elberfeld             | (51° 15′ 5,8″ N, 7° 9′ 23,8″ O)   | Ronsdorfer Straße → Haubahn                  |
| Treppe zum Heubruch                              | 023    | 1920    |                    | Barmen                | (51° 16′ 26,6″ N, 7° 11′ 52″ O)   | August-Mittelsten-Scheid-Straße → Heubruch   |
| Treppe am Hohenstein                             |        |         |                    | Barmen                | (51° 16′ 10,1″ N, 7° 11′ 18,1″ O) | Tannenstraße → Bogenstraße                   |
| Holsteiner Treppe                                | 114    | 1900    |                    | Elberfeld             | (51° 15′ 53,7″ N, 7° 8′ 52,3″ O)  | Holsteiner Straße → Uellendahler Straße      |
| Jakobstreppe                                     | 155    | 1887    | 4231               | Elberfeld-West        | (51° 15′ 0,1″ N, 7° 7′ 30,6″ O)   | Nützenberger Straße → Friedrich-Ebert-Straße |
| Treppe an der Kasinostraße                       |        |         |                    | Elberfeld             | (51° 15′ 28,2″ N, 7° 8′ 26,8″ O)  | Ekkehardtstraße → Kasinostraße               |
| Kleisttreppe                                     | 072    | um 1913 | 3703               | Uellendahl-Katernberg | (51° 16′ 31,5″ N, 7° 8′ 57,4″ O)  | Leipziger Straße → Schillweg                 |
| Treppe Klippe                                    | 052    | 1930    |                    | Langerfeld-Beyenburg  | (51° 16′ 25,1″ N, 7° 13′ 42,8″ O) | Klippe → Langerfelder Straße                 |
| Treppe zwischen Kronen- und Missionsstraße       | 104    | 1980    |                    | Barmen                | (51° 15′ 57,7″ N, 7° 10′ 27,9″ O) | Missionsstraße → Kronenstraße                |
| Treppe an der Krummacherstraße                   | 020    |         |                    | Elberfeld-West        | (51° 15′ 20,6″ N, 7° 5′ 52,5″ O)  | Krummacherstraße → Düsseldorfer Straße       |
| Treppe zum Stadthallengarten                     |        | 1900    | 4103               | Elberfeld             | (51° 15′ 14,4″ N, 7° 8′ 34,6″ O)  | Stadthallengarten → Küpperstraße             |
| Treppe an der Kyffhäuserstraße                   | 058    | 1950    |                    | Elberfeld-West        | (51° 15′ 4,5″ N, 7° 6′ 57,1″ O)   | Kyffhäuserstraße → Nützenberger Straße       |
| Treppe zwischen Langobarden- und Normannenstraße |        | 1920    |                    | Oberbarmen            | (51° 16′ 33,7″ N, 7° 13′ 17,3″ O) | Normannenstraße → Langobardenstraße          |
| Langobardentreppe                                |        | 1930    |                    | Oberbarmen            | (51° 16′ 32,9″ N, 7° 13′ 22″ O)   | Langobardenstraße → Berliner Straße          |
| Treppe an der Leimbacher Straße                  | 052    | 1920    |                    | Barmen                | (51° 16′ 38,6″ N, 7° 11′ 34,4″ O) | Sedanstraße → Leimbacher Straße              |
| Lenbachtreppe                                    |        | um 1905 |                    | Uellendahl-Katernberg | (51° 16′ 3,4″ N, 7° 7′ 34,5″ O)   | Lenbachstraße → Kruppstraße                  |
| Liesegangweg                                     | 129    | 1900    |                    | Elberfeld             | (51° 15′ 11,5″ N, 7° 9′ 40″ O)    | Ronsdorfer Straße → Klophausstraße           |
| Treppe am Mastweg                                | 031    | 1970    |                    | Cronenberg            | (51° 12′ 23,7″ N, 7° 9′ 21,2″ O)  | Mastweg → Mastweg                            |
| Treppe an der Münzstraße                         | 059    | 1950    |                    | Barmen                | (51° 16′ 39,2″ N, 7° 12′ 1,5″ O)  | Elsternstraße → Münzstraße                   |
| Treppe an der Normannenstraße                    | 029    | 1900    |                    | Oberbarmen            | (51° 16′ 35,6″ N, 7° 13′ 18,2″ O) | Krühbusch → Normannenstraße                  |
| Nützenberger Treppe                              | 105    | 1920    |                    | Elberfeld-West        | (51° 15′ 1,3″ N, 7° 7′ 13,8″ O)   | Kyffhäuserstraße → Nützenberger Straße       |
| Treppe auf dem Nützenberg                        | 100    |         |                    | Elberfeld-West        | (51° 15′ 3,7″ N, 7° 7′ 12,2″ O)   | Nützenbergpark → Kyffhäuserstraße            |
| Treppe an der Öhder Straße                       | 015    | 1930    |                    | Langerfeld-Beyenburg  | (51° 15′ 50″ N, 7° 14′ 15,3″ O)   | Starenstraße → Öhder Straße                  |
| Oskar-Hoffmann-Treppe                            | 131    | 1900    |                    | Elberfeld             | (51° 15′ 23,1″ N, 7° 7′ 58,9″ O)  | Schusterstraße → Ottenbrucher Straße         |
| Treppe an der Ottenbrucher Straße                |        |         |                    | Elberfeld             | (51° 15′ 26″ N, 7° 7′ 55,6″ O)    | Dorotheenstraße → Ottenbrucher Straße        |
| Treppe am Otto-Schell-Weg                        |        |         |                    | Elberfeld             | (51° 15′ 35,7″ N, 7° 9′ 44,9″ O)  | Otto-Schell-Weg → Hardtstraße                |
| Treppe an der Flensburger Straße                 |        | 1900    |                    | Elberfeld             | (51° 15′ 45″ N, 7° 8′ 56,8″ O)    | Paradestraße → Flensburger Straße            |
| Pelerinentreppe                                  |        | um 1920 | 3745               | Elberfeld             | (51° 15′ 49,4″ N, 7° 9′ 33,5″ O)  | Bredter Straße → Teutonenstraße              |
| Treppe an der Plateniusstraße                    | 044    | 1900    |                    | Elberfeld             | (51° 15′ 28,2″ N, 7° 8′ 26,7″ O)  | Plateniusstraße → Bergstraße                 |
| Pressburger Treppe                               | 133    | 1896    |                    | Elberfeld             | (51° 15′ 45″ N, 7° 8′ 54,8″ O)    | Flensburger Straße → Gathe                   |
| Treppe am Rauental                               | 083    | 1900    |                    | Langerfeld-Beyenburg  | (51° 16′ 20,2″ N, 7° 13′ 52,7″ O) | Langerfelder Straße → Rauental               |
| Treppe an der Rauentaler Bergstraße              | 028    | 1955    |                    | Langerfeld-Beyenburg  | (51° 16′ 26,2″ N, 7° 13′ 43,4″ O) | Klippe → Rauentaler Bergstraße               |
| Treppe an der Reiterstraße                       | 050    | 1900    |                    | Elberfeld             | (51° 15′ 31,7″ N, 7° 8′ 31,3″ O)  | Reiterstraße → Plateniusstraße               |
| Röntgentreppe                                    | 090    | 1920    | ja                 | Elberfeld             | (51° 14′ 39,6″ N, 7° 8′ 40,3″ O)  | Röntgenweg → Keplerweg                       |
| Treppe an der Roonstraße                         | 029    | 1900    |                    | Elberfeld-West        | (51° 15′ 13,8″ N, 7° 7′ 51,8″ O)  | Roonstraße → Nützenberger Straße             |
| Treppe oberhalb der Sadowastraße                 | 039    | 1998    |                    | Elberfeld-West        | (51° 15′ 18,9″ N, 7° 7′ 27,5″ O)  | Nützenbergpark → Sadowastraße                |
| Treppe zur Schillerstraße                        | 030    | 1930    |                    | Vohwinkel             | (51° 14′ 10,5″ N, 7° 5′ 11″ O)    | Goethestraße → Schillerstraße                |
| Schleswiger Treppe                               | 051    | 1896    |                    | Elberfeld             | (51° 16′ 2,2″ N, 7° 9′ 4,9″ O)    | Kieler Straße → Schleswiger Straße           |
| Treppe zur Schönebecker Straße                   | 058    | 1920    |                    | Barmen                | (51° 16′ 23,9″ N, 7° 10′ 47″ O)   | Schönebecker Busch → Schönebecker Straße     |
| Durchgang zur Sedanstraße                        |        |         |                    | Barmen                | (51° 16′ 43,4″ N, 7° 11′ 39,9″ O) | Siedlungsstraße → Sedanstraße                |
| Treppe an der Straße Seeblick                    | 090    | 1960    |                    | Langerfeld-Beyenburg  | (51° 14′ 35,7″ N, 7° 17′ 44,5″ O) | Seeblick →                                   |
| Treppe an der Siedlungsstraße                    | 030    | 1920    |                    | Barmen                | (51° 16′ 46,2″ N, 7° 11′ 38,6″ O) | Siedlungsstraße → Sedanstraße                |
| Treppe am Siegelberg                             | 080    |         |                    | Langerfeld-Beyenburg  | (51° 14′ 38,1″ N, 7° 17′ 31,6″ O) | Siegelberg → Ommerbornweg                    |
| Treppe an der Siegesstraße                       | 101    | 1900    |                    | Barmen                | (51° 15′ 50,2″ N, 7° 11′ 7,5″ O)  | Siegesstraße → Erichstraße                   |
| Treppe an der Sillerstraße                       | 023    | 1970    |                    | Elberfeld-West        | (51° 14′ 47,7″ N, 7° 6′ 3,3″ O)   | Friedrich-Bayer-Straße → Sillerstraße        |
| Treppe an der Staasstraße                        |        |         |                    | Ronsdorf              | (51° 13′ 37,3″ N, 7° 11′ 56,3″ O) | Lutherkirche → Staasstraße                   |
| Joseph-Norden-Treppe                             | 052    | 1920    |                    | Elberfeld             | (51° 15′ 57,3″ N, 7° 9′ 25,1″ O)  | Steinenfeld → Ewaldstraße                    |
| Treppe an der Südstraße                          | 056    |         |                    | Elberfeld             | (51° 15′ 15,9″ N, 7° 8′ 32,3″ O)  | Südstraße → Bundesallee                      |
| Treppe Tellweg                                   | 067    |         |                    | Oberbarmen            | (51° 16′ 37,4″ N, 7° 12′ 40,6″ O) | Tellweg → Rütliweg                           |
| Tescher Treppe                                   | 048    | 1910    |                    | Vohwinkel             | (51° 14′ 7,9″ N, 7° 4′ 7,8″ O)    | Kurlandstraße → Bahnstraße                   |
| Tiergartentreppe                                 | 168    | um 1938 |                    | Elberfeld-West        | (51° 14′ 43,2″ N, 7° 6′ 31,6″ O)  | Tiergartenstraße → Friedrich-Ebert-Straße    |
| Tippen-Tappen-Tönchen                            | 103    | um 1900 |                    | Elberfeld             | (51° 15′ 28″ N, 7° 8′ 21,9″ O)    | Am Kasinogarten → Zimmerstraße               |
| Treppenstraße                                    | 083    | um 1871 |                    | Elberfeld-West        | (51° 15′ 8,6″ N, 7° 7′ 40,6″ O)   | Nützenberger Straße → Treppenstraße          |
| Treppe an der Turnstraße                         | 061    | 1900    | 2248               | Heckinghausen         | (51° 16′ 5,2″ N, 7° 12′ 25,5″ O)  | Ottostraße → Turnstraße                      |
| Vogelsauer Treppe, obere                         | 131    | um 1929 |                    | Elberfeld-West        | (51° 14′ 59,4″ N, 7° 7′ 16″ O)    | Nützenberger Straße → Vogelsaue              |
| Vogelsauer Treppe, untere                        | 110    | 1904    | 626                | Elberfeld-West        | (51° 14′ 56,9″ N, 7° 7′ 14,8″ O)  | Vogelsaue → Friedrich-Ebert-Straße           |
| Treppe Vorm Holz                                 | 050    |         |                    | Elberfeld             | (51° 14′ 55,5″ N, 7° 9′ 0,8″ O)   | Ferdinand-Schrey-Straße → Blankstraße        |
| Wickülertreppe                                   | 126    | 1910    |                    | Elberfeld             | (51° 14′ 50,7″ N, 7° 9′ 12,9″ O)  | Kronprinzenallee → Irenenstraße              |
| Willi-Ahrem-Treppe                               | 066    |         |                    | Elberfeld             | (51° 14′ 39,8″ N, 7° 9′ 9,4″ O)   | Oberer Grifflenberg → Fuhlrottstraße         |
| Wolfgang-Gabriel-Treppe                          | 067    |         |                    | Barmen                | (51° 16′ 16,2″ N, 7° 11′ 22,6″ O) | Tannenstraße → Bogenstraße                   |
| Wolkenburgtreppe                                 | 145    | um 1910 |                    | Elberfeld             | (51° 15′ 15,2″ N, 7° 9′ 37,6″ O)  | Wormser Straße → Wolkenburg                  |
| Wülfingtreppe                                    | 141    | 1896    |                    | Elberfeld             | (51° 15′ 57,4″ N, 7° 8′ 57,8″ O)  | Schleswiger Straße → Flensburger Straße      |